# Symplecta (Trimicra) antipodarum
Symplecta (Trimicra) antipodarum is een tweevleugelige uit de familie steltmuggen (Limoniidae). De soort komt voor in het Australaziatisch gebied.